# Flugplatz Blönduós

i8
i11
i13
Der Flugplatz Blönduós (isländisch Blönduósarflugvöllur, IATA-Code: BLO, ICAO-Code: BIBL) liegt im Nordwesten von Island.
Der Flugplatz liegt etwa 1,5 km südlich der Stadt Blönduós in der Gemeinde Húnabyggð und rund 300 m neben der Ringstraße .
Er hatte zwei Vorgänger.
Der Flugplatz Akur wurde 1949 eröffnet, hatte eine Landebahn von 1400 × 50 m in Nord-Süd-Richtung und lag neben dem See Húnavatn.
Der Flugplatz Ennismelar wurde 1965 eröffnet, hatte eine Landebahn von 600 × 25 m in West-Ost-Richtung und lag nördlich der Stadt.
Beide waren bis zum Herbst 1973 in Betrieb, bis der neue Flugplatz bei dem Hof Hjaltabakki eröffnet wurde.
Das Abfertigungsgebäude vom Flugplatz Akur aus dem Jahr 1951 wurde hierher gebracht und bis 1989 weiter genutzt.
Nachdem die Fluggastzahlen von über 4000 auf unter 1000 zurückgegangen waren, wurde der Linienflugbetrieb eingestellt und nicht wieder aufgenommen.
Der Flughafen Akureyri ist der nächstgelegene Flugplatz in 144 km Entfernung mit regelmäßigen Flügen.